# روزشمار جنبش دانشجویی ۱۴۰۱ ایران (آبان)
روزشمار اعتراضات ۱۴۰۱ دانشجویان ایران به‌صورت جزءبه‌جزء اعتراضات دانشجویی را در آبان ماه ۱۴۰۱ روایت می‌کند که از ۲۷ شهریور ۱۴۰۱ در پی کشته شدن مهسا امینی آغاز شد. این اعتراضات از دانشگاه تهران آغاز شد و با همراهی دانشگاه‌های تهران ادامه پیدا کرد.

## ۱ آبان

### دانشگاه شریف:
- یک روز بعد از ورود تعدادی از دختران دانشجو به سالن غذاخوری پسران، شماری از دانشجویان بسیجی با دریافت مجوز، تجمعی در اعتراض به این حرکت برگزار کردند که با اعتراض و شعار دانشجویان معترض روبرو شد و علیه یکدیگر شعار دادند. در ادامه این تجمع و تلاش دانشجویان برای ورود به سلف، نیروهای حراست ابتدا با همراهی بسیجی‌ها مانع شدند. دانشجویان تلاش کردند با شکستن شیشه‌ها وارد شوند اما بسیجی‌ها با میز و صندلی‌های سالن مانع ورود آنها شدند. با وجود این معترضان در نهایت توانستند وارد سلف شوند.[۳][۴]
  - محمد ملانوری، دانشجوی دکتری دانشکده مدیریت و اقتصاد دانشگاه صنعتی شریف تهران با همکاری کارکنان حراست در مقابل در دانشگاه بازداشت شد.[۵]
  - مدیریت دانشگاه صنعتی شریف گزارش‌ها دربارهٔ ممنوعیت ورود تعدادی از دانشجویان را تأیید و اعلام کرد که «تعداد معدودی از دانشجویان جهت مصلحت دانشگاه و خودشان به صورت موقت از حضور در دانشگاه منع شده‌اند».[۶]

### دانشگاه تهران:
- گروهی از دانشجویان دانشکده علوم اجتماعی دانشگاه تهران با گرفتن تصاویر هم‌دانشگاهی‌های بازداشتی جلوی صورتشان تحصن کردند.[۷]

### دانشگاه امیرکبیر:
- شماری از دانشجویان دانشگاه صنعتی امیرکبیر تهران با وجود مخالفت حراست دانشگاه در کنار هم در سلف دانشگاه حاضر شدند. دانشجویان پس از ورود به سلف، شعار «زن، زندگی، آزادی» سردادند و ترانه «برای…» را همخوانی کردند.[۸]

### دانشگاه علامه طباطبایی:
- شماری از دانشجویان دانشگاه علامه طباطبایی در پردیس مرکزی تجمع اعتراضی برگزار کردند و با کوبیدن پا بر زمین شعار سر دادند. در این تجمع درگیری‌هایی میان دانشجویان بسیجی و معترض رخ داد.[۹]
  - شماری از دانشجویان دانشگاه ادبیات و زبان‌های خارجه دانشگاه علامه طباطبایی روبروی درب ریاست دانشکده در اعتراض به تهدیدهای حراست مبنی بر محرومیت خوابگاهی و تحصیلی تحصن و تجمع برگزار کردند.[۱۰]

### دانشگاه فردوسی مشهد:
- شماری از دانشجویان دانشگاه فردوسی مشهد برای برداشتن تفکیک جنسیتی پرده‌های سلف را کنار کشیدند و بعد از برخورد حراست، به محوطه مقابل سلف آمدند و در برابر ساختمان تحصن کردند.[۱۱]

### دانشگاه بوعلی سینا:
- شماری از دانشجویان دختر دانشگاه بوعلی سینا همدان در یک حرکت اعتراضی به‌صورت شبانه در یکی از خوابگاه‌های این دانشگاه، ترانه برای… را همخوانی کردند.[۱۲]

### سایر دانشگاه‌ها:
- همچنین دانشجویان دانشگاه مازندران، دانشکده معماری و شهرسازی دانشگاه سوره تهران، دانشگاه آزاد کرج در استان البرز، دانشگاه گوهر دشت، دانشگاه آزاد خمینی‌شهر در استان اصفهان، دانشکده هنر و معماری دانشگاه یزد، با دادن شعارها مختلف ضد حکومتی به تجمع‌ها و اعتراضات خود ادامه دادند.[۴][۱۳][۱۴] در دانشگاه زاهدان دانشجویان علوم پزشکی تجمع اعتراضی داشتند و شعار دادند: «دلارهامون تو لبنان، جوون‌هامون تو زندان.»[۱۵][۱۶] شوراهای صنفی دانشجویان کشور گزارش کردند، تجمع‌های اعتراضی شبانه، یک‌شنبه شب، اول آبان، در خوابگاه‌های دانشجویان دختر دانشگاه خوارزمی واحد کرج، با شعار «ایران شده بازداشتگاه، اوین شده دانشگاه» برگزار گردید.[۱۷]

## ۲ آبان

### دانشگاه خواجه نصیر:
- در دانشگاه صنعتی خواجه نصیر تهران با حضور علی بهادری جهرمی، سخنگوی دولت ابراهیم رئیسی، نشست پرسش و پاسخ با دانشجویان برگزار شد. اما این نشست با اعتراضات شماری از دانشجویان ناتمام ماند و سخنگوی دولت مجبور به ترک دانشگاه شد. دانشجویان شعارهایی از سر دادند.[۱۸][۱۹][۲۰]

### دانشگاه صنعتی همدان:
- جمعی از دانشجویان دانشگاه صنعتی همدان در محوطه این دانشگاه تجمع اعتراضی برگزار کردند و بصورت دسته‌جمعی شعار «ایرانی داد بزن، حقتو فریاد بزن» سر دادند.[۲۱]
- دادستان همدان خبر جان‌باختن نگین عبدالملکی، دانشجوی کُرد دانشگاه صنعتی همدان بر اثر ضربه باتوم در اعتراضات را تکذیب کرد و اعلام کرد بر اثر «مسمومیت با مشروبات الکلی» در یک باغ بوده‌است.[۲۲]

### دانشگاه شریف:
- جمعی از دانشجویان دانشگاه شریف تهران در یک حرکت اعتراضی، در محوطه دانشگاه و بدون تفکیک جنسیتی بر روی زمین نشستند و ناهار خوردند.[۲۳]

### دانشگاه دامغان:
- تلاش دانشجویان دختر دانشگاه دامغان برای شکستن تفکیک جنسیتی در سلف دانشگاه با ممانعت و برخورد نیروهای حراست دانشگاه مواجه شد اما با پافشاری دانشجویان این تفکیک برداشته شد.[۲۴]

دانشجویان و پزشکان نظام‌پزشکی در شیراز تجمع اعتراضی برگزار کرده و شعار «می‌جنگیم، می‌میریم، ایران رو پس می‌گیریم»، دادند.

### سایر دانشگاه‌ها:
- بر اساس گزارش‌ها، دانشجویان در دانشگاه علوم‌پزشکی آزاد تهران، دانشگاه اصفهان، دانشگاه آزاد دزفول، دانشگاه شریف، دانشگاه علوم‌پزشکی زاهدان، دانشگاه آزاد واحد غرب تهران، دانشگاه آزاد واحد همدان، علم و صنعت تهران و دانشگاه هنر تبریز تجمع‌های اعتراضی با شعارهای ضد حکومتی برگزار کردند.[۱۸][۱۹][۲۶] دانشجویان دانشگاه همدان در اعتراض به مرگ نگین عبدالملکی که ۲۰ مهرماه در پی ضرب و شتم مأموران امنیتی و اصابت باتوم به ناحیه سر جان باخته بود، تجمع اعتراضی برپا کردند. همچنین در خوابگاه دانشگاه رشت شعارهای ضدحاکمیت داده شد.[۱۸][۲۷][۲۸]

## ۳ آبان

### دانشگاه شریف:
- بعد از اقدامات دانشجویان معترض برای رفع تفکیک جنسیتی در سلف دانشگاه و بسته شدن آن توسط مسئولان، در این روز شماری از دانشجویان بر روی زمین نشسته و غذا خوردند. عادل فردوسی‌پور نیز در مقابل سلف دانشگاه نشست و همراه با دانشجویان بر روی زمین غذا خورد.[۲۹]

### دانشگاه تهران:
- شماری از دانشجویان دانشکده زبان‌ها و ادبیات خارجه دانشگاه تهران در داخل این دانشکده تجمع اعتراضی برگزار کردند و شعار «دانشجو حقتو فریاد بزن» سردادند. چند دانشجوی دختر نیز در یک حرکت اعتراضی، حجاب از سر خود برداشتند.[۳۰]

### دانشگاه شهید بهشتی:
- شماری از دانشجویان دانشگاه شهید بهشتی تهران با برگزاری تجمع اعتراضی، به‌صورت مشترک و با شعار «آزادی» وارد سلف مرکزی دانشگاه شدند. جمعی از دختران دانشجو در یک حرکت اعتراضی، حجاب خود را از سر برداشتند. شورای صنفی دانشجویان نیز از درگیری و برخورد خشونت‌بار نیرهای حراست و بسیج با دانشجویان معترض خبر داد.[۳۱]

### دانشگاه قم:
- جمعی از دانشجویان دانشگاه قم با حضور در محل سخنرانی علی بهادری جهرمی، سخنگوی دولت و سر دادن شعارهایی از جمله «آزادی، آزادی، آزادی» و «دانشجو می‌میرد، ذلت نمی‌پذیرد» نسبت به حضور او در این دانشگاه اعتراض کردند.[۳۲] دانشجویان همچنین به حضور خبرنگار اخبار ۲۰:۳۰ تلویزیون نیز با شعار «ننگ ما ننگ ما، صداوسیمای ما» اعتراض کردند.[۳۳]

### دانشگاه علوم پزشکی همدان:
- شماری از دانشجویان دانشگاه علوم پزشکی همدان تجمع اعتراضی برگزار کردند که چند نفر از دختران نیز در یک حرکت اعتراضی با درآوردن مقنعه و چرخاندن آن، شعار «آزادی» سر دادند. این تجمع با برخورد خشونت‌بار نیروهای حراست و بسیجی روبرو شد.[۳۴]

### دانشگاه الزهرا:
- شماری از دانشجویان دانشگاه الزهرا تهران تجمع اعتراضی برگزار کردند و شعار «زن، زندگی، آزادی» سر دادند. چندین دختر دانشجو نیز در یک حرکت اعتراضی، حجاب خود را از سر برداشتند. از سوی دیگر، چند دانشجوی چادری و بی‌حجاب نیز دست‌های یکدیگر را گرفتند و به نشانه اتحاد آن را بالا بردند.[۳۵]

### دانشگاه علامه طباطبایی:
- شماری از دانشجویان دانشگاه علامه طباطبایی در پردیس مرکزی تجمع عتراضی برگزار کردند و شعار «عدالت کجایی؟» و «از خون جوانان وطن، لاله دمیده» سر دادند.[۳۶]

### دانشگاه تربیت مدرس:
- رئیس دانشگاه تربیت مدرس اعلام کرد تجمع اعتراضی جمعی از دانشجویان این دانشگاه موجب «تنش‌هایی بین این دانشجوها با حراست و دانشجوهای بسیجی شد که در این تنش و درگیری ۲ نفر از دانشجویان بسیجی از ناحیه سر و بازو صدمه دیدند.»[۳۷]

### دانشگاه علم و صنعت:
- شماری از دانشجویان دانشگاه علم و صنعت در تجمع اعتراضی با نصب پلاکاردی، نام پارک تک جنسیتی بانوان این دانشگاه را به «ژینا» تغییر داده و شعار «آزادی» سر دادند.[۳۸]

### دانشگاه آزاد همدان:
- جمعی از دانشجویان دانشگاه آزاد همدان با حضور در محوطه دانشگاه تجمع اعتراضی برگزار کردند. «این آخرین پیامه، هدف کل نظامه» از جمله شعارهای این تجمع بود.[۳۹]

### دانشگاه شهرکرد:
- شماری از دانشجویان دانشگاه شهرکرد در تجمع اعتراضی، بدون تفکیک جنسیتی و با شعار «آزادی» وارد سلف شدند.[۴۰]

### سایر دانشگاه‌ها:
- بر اساس گزارش‌های موجود، اعتراضات دانشجویی دست‌کم در دانشگاه‌های علامه، دانشگاه آزاد واحد جنوب تهران، دانشکده فنی و ادبیات دانشگاه تهران، یادگار، ولیعصر، آزاد پونک، و آزاد شهر قدس (قلعه حسن خان) در استان تهران، دانشگاه فردوسی مشهد و دانشگاه‌های دامغان، شهرکرد، چمران (جندی‌شاپور) اهواز، حکیم سبزوار، اردبیل، یزد، و کرمان با دادن شعاری ضد حکومتی ادامه داشته‌است.[۴۱][۴۲] دانشجویان معترض در دانشگاه «علامه طباطبایی» با گذاشتن نمادی از یک کودک کشته شده در کفن، بر زمین پای می‌کوببدند و شعار می‌دادند: «غرق خون این وطن، کودکان در کفن.»[۴۱]

## ۴ آبان (چهلم مهسا امینی)
اعتراضات دانشجویان در دانشگاه‌های تهران دانشکده زبان و ادبیات، دانشکده کشاورزی و دانشکده فنی، بهشتی، الزهرا، آزاد سوهانک، علم و فرهنگ، ، کرمان، آزاد همدان، نوشیروانی بابل، آزاد یزد، علوم پزشکی زاهدان، محقق اردبیلی، دانشگاه تبریز، آزاد بروجرد، آزاد واحد شمال تهران، دانشگاه باهنر کرمان، آزاد شیراز، سبزوار، هنر و معماری پارس، آزاد اراک، دانشگاه یزد، آزاد نجف‌آباد، آزاد کرج، علوم و تحقیقات تهران، و بوعلی همدان ادامه داشت.
نیروهای امنیتی دانشگاه بهشتی تهران به دانشجویانی که شعار «آزادی» سر می‌دادند حمله کرده و شماری از آنها را مورد ضرب و شتم قرار دادند.
دانشجویان در دانشگاه فردوسی مشهد نیز با سر دادن شعارهای ضد حکومتی مانند «این همه سال جنایت، مرگ بر این ولایت» تجمع اعتراضی برگزار کردند.
به گزارش شورای صنفی دانشجویان کشور، هنگام تجمع اعتراضی دانشجویان دانشگاه صنعتی نوشیروانی بابل، ۲۵ دانشجو توسط پلیس امنیتی دستگیر شدند.

## ۵ آبان
در روز چهلم قتل نیکا شاکرمی و هم‌زمان با برگزاری مراسم چهلم وی در استان لرستان، دانشجویان معترض در دانشگاه آزاد تهران تظاهرات کردند و شعار دادند: «نیکای ما رو بردن، جنازه‌ش رو آوردن»
دانشجویان دانشگاه علمی-کاربردی «سیتی‌سنتر» اصفهان تجمع اعتراضی برپا کرده و شعار «آزادی» سر دادند.
دانشجویان دانشگاه آزاد یزد تجمع اعتراضی برگزار کردند.
دانشجویان دانشگاه هنر و معماری پارس تهران در محوطه دانشگاه تجمع کرده و شعارهایی مانند «دانشجوی زندانی آزاد باید گردد»، «هر یک‌نفر کشته شه، هزار نفر پشتشه» و «آهای آهای نشسته‌ها، مهسای بعدی از شماست» سر دادند.
دانشجویان دانشکده هنر و معماری بوشهر در تجمعی ترانه «برای آزادی» را هم‌خوانی می‌کردند.
دانشجویان دانشگاه آزاد کرج با سر دادن شعارهایی مانند «دانشجو می‌میرد، ذلت نمی‌پذیرد» تجمع اعتراض بر پا کردند.

## ۷ آبان

### دانشگاه تهران:
- شنبه ۷ آبان گزارش‌هایی از درگیری‌های مختلف دانشجویان معترض با نیروهای حراست و بسیج دانشجویی گزارش شد. این درگیری‌ها بیشتر در پردیس مرکزی و دانشکده فنی بود. انجمن اسلامی دانشجویان دانشگاه تهران و دانشگاه علوم پزشکی تهران در بیانیه‌ای از مسئولان دانشگاه برای عدم مدیریت صحیح انتقاد کردند.[۵۴]
- دانشگاه تهران اعلام کرد با مشکوک شدن به یک فرد در جریان اعتراضات و درخواست کارت دانشجویی، باعث ایجاد درگیری و مجروح شدن ۲ نفر از مأمورین حراست به وسیله «ضربات چاقو» در درب خروجی ۱۶ آذر شده‌است.[۵۵]

### دانشگاه آزاد مشهد:
- دانشگاه آزاد اسلامی واحد مشهد شاهد ناآرامی و اعتراضات دانشجویی بود و شرایط به نحوی ادامه پیدا کرد که تا ساعت ۸ شب درگیری‌ها در محوطه دانشگاه ادامه داشت. در این میان، گروهی از دانشجویان معترض با دانشجویان نزدیک به بسیج دانشجویی درگیر شدند.[۵۶]

### دانشگاه لرستان:
- جمعی از دانشجویان دانشگاه لرستان با برگزاری تجمع، شعارهای اعتراضی سر دادند. در این تجمع گزارش درگیری و شکستن شیشه‌های سلف نیز گزارش شد. در ادامه نیز با بد شدن حال یک دانشجوی دختر، آمبولانس در میان معترضین آمد و دانشجو را به بیمارستان منتقل کرد.[۵۷]

### سایر دانشگاه‌ها:
- دانشجویان در حداقل ۳۲ دانشگاه زیر با شعارهای مختلف ضد حکومتی دست به تجمع‌های اعتراضی زدند:دانشگاه آزاد تهران واحد پونک، دانشگاه علوم پزشکی قزوین، دانشگاه علوم پزشکی لاکان رشت، دانشگاه گنبدکابوس، دانشگاه پیام نور مریوان، دانشگاه ارومیه، دانشگاه علم و صنعت، دانشگاه فنی و حرفه ای دختران ۱۷ شهریور کرج، دانشگاه علوم پزشکی ایران، دانشگاه آزاد تهران – واحد سوهانک، دانشگاه خوارزمی واحد تهران، دانشگاه یزد، دانشگاه چمران، دانشگاه تربیت مدرس، دانشگاه آزاد تهران شمال، دانشگاه امیرکبیر، دانشگاه آزاد واحد علوم تحقیقات، دانشکده کشاورزی و منابع طبیعی دانشگاه تهران، دانشگاه بهشتی، دانشگاه علوم پزشکی کردستان، دانشگاه فردوسی مشهد، دانشگاه علم و فرهنگ، دانشکده فنی دختران کرمانشاه، دانشکده فنی دانشگاه تهران، دانشگاه معماری و هنر پارس، دانشگاه جندی شاپور اهواز، دانشگاه خواجه نصیر، دانشگاه بین‌المللی امام خمینی قزوین، دانشگاه باهنر کرمان، دانشگاه علامه.[۵۸][۵۹][۶۰][۶۱]

## ۸ آبان

### دانشگاه آزاد تهران شمال:
- شماری از دانشجویان معترض دانشگاه آزاد تهران شمال با شعارهایی مانند «از زاهدان تا تهران جانم فدای ایران» در محوطه دانشگاه تجمع کرده‌ند و با دانشجویان بسیجی درگیر شدند. گفته می‌شود زمانی که درب‌های خروج دانشگاه بسته شد، تعدادی از دانشجویان توانستند با شکستن درب پارکینگ جنوبی از دانشگاه خارج شوند.[۶۲] در این تجمع یکی از افراد حاضر در میان دانشجویان بسیجی با درآوردن اسلحه از کیف خود، به سمت معترضان گاز اشک‌آور شلیک کرد و فیلم آن با بازتاب گسترده در شبکه‌های اجتماعی منتشر شد.[۶۳] دانشگاه آزاد تهران شمال در بیانیه‌ای از اتفاقات دانشگاه با عنوان «درگیری‌های شدید میان دانشجویان» یاد کرد که در جریان یادبود کشته‌شدگان حمله به حرم شاه‌چراغ رخ داده‌است.[۶۴]

### دانشگاه الزهرا:
- گروهی از دانشجویان دانشگاه الزهرا تجمع اعتراضی برگزار کردند که این تجمع با درگیری جمع با یکی از نیروهای حراست همراه شد.[۶۵]

### دانشگاه فردوسی مشهد:
- جمعی از دانشجویان دانشگاه فردوسی مشهد با برگزاری تجمع، شعارهای اعتراضی سر دادند.[۶۶]

### دانشگاه بوعلی سینا:
- جمعی از دانشجویان دانشکده هنر و معماری دانشگاه بوعلی سینا همدان در داخل این دانشکده تجمع و تحصن اعتراضی برگزار کردند. در این تجمع سرود «ای ایران» به صورت دسته‌جمعی همخوانی شد.[۶۷]

### دانشگاه آزاد باراجین قزوین:
- جمعی از دانشجویان دانشگاه آزاد باراجین قزوین تجمع اعتراضی برگزار کردند و شعارهای ضد حکومتی بخصوص علیه بسیج سر دادند.[۶۸]

### دانشگاه اراک:
- جمعی از دانشجویان معترض دانشگاه اراک مقابل دانشکده علوم انسانی تجمع کردند و شعار «دانشجو حیا کن کلاستو رها کن» سر دادند. دانشجویان در اعتراض به وضعیت تفکیک جنسیتی در سلف، غذای خود را در محوطه صرف کردند.[۶۹]

### دانشگاه زنجان:
- جمعی از دانشجویان دانشگاه زنجان با برگزاری تجمع، شعارهای اعتراضی سر دادند. دانشجویان در یک حرکت اعتراضی، تفکیک جنسیتی سلف را شکستند و در کنار یکدیگر نهار خوردند.[۷۰] چند دانشجو نیز با درآوردن روسری از سر خود و بدون حجاب با این اعتراضات همراهی کردند.

### دانشگاه سوره:
- جمعی از دانشجویان دانشگاه سوره تهران با برگزاری تجمع، شعارهای اعتراضی سر دادند.[۷۱]

### سایر دانشگاه‌ها:
- دانشجویان حداقل در دانشگاه‌های مشهد، علامه، کردستان، گرگان، فنی و حرفه‌ای کردستان، فنی سنندج، آزاد اسلامشهر، آزاد پرند، معماری و هنر پارس، نوشیروانی بابل، صنعتی شاهرود، دانشکده ابوریحان دانشگاه تهران، دانشجویان آموزشکده فنی دخترانه سنندج، بین‌المللی خمینی، اراک، زنجان، آزاد شیراز، منتظری مشهد و چمران اهواز، با سر دادن شعارهای ضد حکومتی تجمع‌ها و تظاهرات اعتراضی برپا کردند.[۷۲][۷۳][۷۴] دانشجویان در دانشگاه آزاد شیراز صدرا شعار می‌دادند: «همونی که چلاقه، قاتل شاه‌چراغه» که به قتل مردم در حرم شاهچراغ شیراز اشاره می‌کند.[۷۵][۷۶]

## ۹ آبان

### دانشگاه علوم پزشکی گیلان:
- جمعی از دانشجویان دانشکده داروسازی دانشگاه علوم پزشکی گیلان با برگزاری تجمع اعتراضی، سرود «یار دبستانی» را همخوانی کردند.[۷۷]

### دانشگاه آزاد تهران جنوب:
- جمعی از دانشجویان دانشگاه آزاد تهران جنوب در برابر دانشکده فنی و مهندسی دست به تحصن زدند و شعارهای اعتراضی سر دادند.[۷۸]

### دانشگاه علوم پزشکی بوشهر:
- جمعی از دانشجویان دانشگاه علوم پزشکی بوشهر در اعتراض به تعلیق دانشجویان معترض، در محوطه این دانشگاه تحصن کردند.[۷۹]

### دانشگاه شریف:
- جمعی از دانشجویان دانشگاه شریف در اعتراض به ممنوع‌الورودی دانشجویان، در مقابل سر در این دانشگاه تحصن کردند.[۸۰]

### سایر دانشگاه‌ها:
- اعتراضات و تحصن‌های دانشجویی، حداقل در در دانشگاه‌های امیرکبیر، الزهرا، شیراز، زند شیراز، شریف، علوم پزشکی تبریز، بوشهر، بهشتی، خیام مشهد، علوم پزشکی زنجان، بین‌المللی قزوین، دانشگاه آزاد در غرب تهران، آزاد سنندج، آزاد تهران واحد جنوب، و صنعتی شاهرود برگزار شد.[۸۱][۸۲] دانشجویان دانشگاه علم و فرهنگ، دانشگاه تهران، دانشگاه علوم و تحقیقات، دانشگاه علامه طباطبایی، در کلاس‌های درس حاضر نشدند و در اعتراض به تعلیق گروهی از دانشجویان معترض دست به تحصن زدند.[۸۳][۸۴]

## ۱۰ آبان

### دانشگاه شهید بهشتی:
تعدادی از دانشجویان دانشکده ادبیات و علوم انسانی دانشگاه شهید بهشتی با تجمع مقابل این دانشکده، در اعتراض به ممنوع‌الورود کردن دانشجویان شعار «دانشجوها تو زندان، شریف بهشتی تهران» سر دادند.

### دانشگاه شهید مدنی آذربایجان:
- جمعی از دانشجویان دانشگاه شهید مدنی آذربایجان در تبریز با برگزاری تجمع اعتراضی، شعارهای «چه باحجاب و چه بی‌حجاب، پیش به سوی انقلاب» و «آزادی، آزادی، آزادی» سر دادند. در جریان این تجمع، درگیری نیز میان دانشجویان معترض و بسیجی اتفاق افتاد. در این روز تفکیک جنسیتی در سلف دانشگاه نیز شکسته شد.[۸۶]

### دانشگاه الزهرا:
- جمعی از دانشجویان دانشگاه الزهرا تهران تحصن برگزار کردند. «دانشجو تعلیق بشه، دانشگاه تعطیل میشه» از شعارهای پرتکرار در پلاکاردهای دانشجویان بود.[۸۷]

### سایر دانشگاه‌ها:
- دانشجویان دانشگاه‌های بهشتی (دانشکده‌های اقتصاد و علوم سیاسی و برق و کامپیوتر)، شریف، الزهرا، امیرکبیر، هنر و معماری دانشگاه آزاد واحد تهران غرب، روان‌شناسی دانشگاه تهران، خوارزمی، علامه، شهید مدنی آذربایجان، آزاد تهران شمال، آزاد واحد شرق، آمل، کرمانشاه، صنعتی اصفهان، یزد، علوم توان‌بخشی و سلامت اجتماعی، دانشکده ریاضی، خبرنگاران مشهد به تحصن یا تجمع‌های اعتراضی دست زدند که با شعارهای ضد حکومتی همراه بود.[۸۸][۸۹][۹۰]

## ۱۱ آبان
دانشجویان در تهران دانشجویان دانشگاه‌های بهشتی، الزهرا، علم و فرهنگ، آزاد شمال تهران، رزیدنت‌ها و دانشجویان پزشکی دانشگاه خمینی و دانشجویان دانشگاه‌های آزاد شهر ری، نوشیروانی بابل، پیام نور مریوان، صنعتی اصفهان، علوم پزشکی شیراز، مدنی تبریز، سیستان و بلوچستان با شعار «مرگ بر دیکتاتور»، «دانشجوی زندانی آزاد باید گردد»، «چه با حجاب چه بی‌حجاب پیش بسوی انقلاب» و… به اعتراض و تجمع‌های ضد حکومتی ادامه دادند.

## ۱۲ آبان
- دانشگاه تهران: جمعی از اساتید دانشکده فنی دانشگاه تهران با انتشار اطلاعیه‌ای با انتقاد از ورود برخی افراد به محوطه دانشکده تصریح کردند «ورود به درون دانشگاه، حتی با هدف برقراری نظم عمومی و دستگیری متخلفین به هیچ وجه توجیه پذیر نیست.»[۹۳]
- دانشگاه هنر و معماری پارس: جمعی از دانشجویان مؤسسه آموزش عالی معماری و هنر پارس تهران در یک تجمع اعتراضی، با گرفتن دستان یکدیگر و کوبیدن پا بر روی زمین، سرود «یار دبستانی من» و «وطنم» را همخوانی کردند.[۹۴]
- دانشگاه آزاد مریوان: جمعی از دانشجویان دانشگاه آزاد مریوان در تجمع اعتراضی و با تشکیل حلقه اتحاد، شعارهای «مرگ بر دیکتاتور» و «دانشجو می‌میرد، ذلت نمی‌پذیرد» سر دادند.[۹۵]
- سایر دانشگاه‌ها: دانشجویان دانشگاه آزاد نیشابور، دانشکده هنر اصفهان، دانشگاه آزاد کرج، دانشگاه شهر قدس، دانشگاه آزاد سقز نیز شعارهای ضد حکومتی تجمع‌های اعتراضی برگزار کردند.[۹۶][۹۷]

## ۱۴ آبان
- دانشگاه خوارزمی: جمعی از دانشجویان دانشگاه خوارزمی واحد کرج تجمع اعتراضی برگزار کردند. «توپ تانک مسلسل، زیر عبای رهبر» و «سیستم فاسد نمی‌خوایم، رژیم قاتل نمی‌خوایم» از جمله شعارهای دانشجویان بود.[۹۸]
- دانشگاه تهران: تعدادی از دانشجویان دانشگاه تهران در پردیس شمالی تحصن کردند. در ویدئویی که از این تحصن منتشر شده یکی از مدیران حراست، دانشجویان را تهدید می‌کند که «اگر بلند نشوید در را برای نیروهای نظامی باز می‌کنم»[۹۹]
- دانشگاه امیرکبیر: تلاش مأمورین حراست در دانشگاه صنعتی امیرکبیر برای تفتیش وسایل دانشجویان در درب ورودی با تجمع و اعتراض دانشجویان مواجه شد. در ویدئویی که از این تجمع منتشر شد یکی از مأمورین حراست دانشجویان را به برخورد و ممنوع‌الورد شدن تهدید می‌کند اما در مقابل، دانشجویان او را هو می‌کنند.[۱۰۰]
- دانشگاه گیلان: جمعی از دانشجویان دانشگاه گیلان با برگزاری تجمع اعتراضی، همزمان با کوبیدن پا بر روی زمین شعار «آزادی، آزادی، آزادی» سر دادند.[۱۰۱]
- دانشگاه آزاد مشهد: جمعی از دانشجویان دانشگاه آزاد مشهد تجمع اعتراضی برگزار کردند. «هیز تویی، هرزه تویی، زن آزاده منم» از جمله شعارهایی بود که سر داده شد.[۱۰۲]
- دانشگاه علوم پزشکی مشهد: جمعی از دانشجویان دانشکده پزشکی دانشگاه علوم پزشکی مشهد در سالن این دانشکده تحصن اعتراضی برگزار کردند.[۱۰۳]
- سایر دانشگاه‌ها: جمعی از دانشجویان دانشگاه‌های شیراز، دانشگاه علوم پزشکی کردستان، دانشگاه خوارزمی واحد کرج، دانشگاه هنر اصفهان، دانشکده پزشکی دانشگاه علوم پزشکی مشهد، دانشگاه آزاد تهران شمال، دانشگاه امیرکبیر، دانشگاه علم و صنعت، دانشکده علوم اجتماعی دانشگاه علامه طباطبایی، پردیس شمالی دانشگاه تهران، دانشگاه آزاد تهران واحد علوم و تحقیقات، دانشگاه گیلان، دانشگاه علامه، دانشگاه صنعتی شریف، دانشکده مهندسی شیمی، نفت و گاز دانشگاه علم و صنعت، دانشکده هنر و معماری دانشگاه گیلان و دانشگاه آزاد مشهد با سر دادن شعارهای ضد حکومتی تجمع‌های اعتراض برگزار کردند.[۱۰۴][۱۰۵][۱۰۶][۱۰۷]

## ۱۵ آبان
- دانشگاه تهران:
  - شماری از دانشجویان در دانشکده علوم اجتماعی دانشگاه تهران در اعتراض به پرونده سازی، ممنوعیت ورود به دانشگاه و بازداشت دانشجویان تحصنی برگزار کردند.[۱۰۸]
  - جمعی از دانشجویان پردیس شمالی دانشگاه تهران با شعار «آبان ماه خونه، خون رو زمین میمونه» تجمع اعتراضی برگزار کردند. گزارش‌هایی نیز از برخورد عوامل حراست با دانشجویان در این تجمع گزارش شده‌است.[۱۰۹]
- سایر دانشگاه‌ها: دانشجویان در دانشگاه‌های مختلف ایران از جمله صنعتی شریف، امیرکبیر، تهران، صنعتی اصفهان، تهران مرکز، تهران شمال، علوم تحقیقات در اعتراض به بازداشت و ممنوع الورود شدن دانشجویان دست به تحصن زدند.[۱۱۰] همزمان دانشجویان پردیس شمالی دانشگاه تهران در تجمع اعتراضی خود شعارهای «حیا کنید، دانشجو را آزاد کنید» و «تجاوز توی زندان، اینم بود توی قرآن» سر دادند.[۱۱۰] همچنین در دانشگاه‌های علم و فرهنگ، دانشگاه هنر و معماری پارس، دانشکده تربیت بدنی دانشگاه تهران، دانشکده علوم اجتماعی دانشگاه تهران، دانشگاه صنعتی ارومیه، دانشکده زبان‌ها و ادبیات خارجی دانشگاه تهران، دانشگاه نوشیروانی بابل، دانشکده‌های مدیریت و اقتصاد و مهندسی کامپیوتر دانشگاه صنعتی شریف تحصن و اعتراضات با شعارهای ضد حکومتی ادامه داشت.[۱۱۱][۱۱۲][۱۱۳][۱۱۴]

## ۱۶ آبان
- دانشگاه تهران: جمعی از دانشجویان دانشکده علوم اجتماعی دانشگاه تهران با برگزاری تجمع اعتراضی، شعارهای «رهایی حق ما است، قدرت ما جمع ما است» و «یک دانشجو کم بشه، اینجا قیامت می‌شه» سر دادند.[۱۱۵]
- دانشگاه نوشیروانی بابل: جمعی از دانشجویان دانشگاه نوشیروانی بابل در اعتراض به بازداشت گسترده دانشجویان تجمع اعتراضی برگزار کردند.[۱۱۶]
- دانشگاه خواجه نصیر: رئیس دانشگاه صنعتی خواجه نصیرالدین طوسی اعلام کرد «تعداد دانشجویان بازداشتی این دانشگاه زیاد نیست و بین ۳ تا ۵ دانشجو است».[۱۱۷]

از بازداشت ۱۴۸۲۳ نفر تعداد ۴۲۸ تن دانشجو هستند. ۱۳۵ دانشگاه و ۱۳۶ شهر نیز تا این لحظه درگیر اعتراضات بوده‌اند.
مولوی عبدالحمید، امام جمعه اهل سنت زاهدان در دیدار با جمعی از دانشجویان دختر مربوط به دانشگاه‌های زاهدان از تبعیض‌های حکومتی که نسبت به زنان و اقلیت‌ها صورت می‌گیرد انتقاد کرد. وی گفت: «در طول ۴۳ سال که از انقلاب می‌گذرد، زنان، اقوام، مذاهب و اقلیت‌ها با تبعیض و نابرابری روبرو شدند.»

## ۱۷ آبان
- دانشگاه شریف: شماری از دانشجویان دانشگاه شریف با همراهی تعدادی از اساتید، در سالن جباری این دانشگاه در اعتراض به ممنوع‌الورودی شماری از دانشجویان و آزادی دانشجویان زندانی تجمع برگزار کردند. در این اعتراض، عادل فردوسی‌پور در سخنان تأکید کرد که «جای دانشجو پشت میله زندان نیست. همه مردم ایران خواهان آزادی بی‌قیدوشرط دانشجوهای در بند هستند.»[۱۲۱] در این تجمع، بیانیه‌ای خوانده شد که در آن خطاب به مسئولان آمده‌است: «اینجا دانشگاه شریف است. اینجا زندان قصر نیست.»[۱۲۲][۱۲۲] دانشجویان شعارهایی مانند «قسم به خون یاران، ایستاده‌ایم تا پایان» و «یه دانشجو کم بشه، هزار نفر پشتشه» سر دادند و ترانه «سفر چرا بمان و پس بگیر» را با هم خواندند.[۱۲۳][۱۲۳]
- دانشگاه آزاد نجف آباد: شماری از دانشجویان دانشگاه آزاد نجف‌آباد اصفهان تجمع اعتراضی برگزار کردند و شعارهای ضد حکومتی از جمله «امسال سال خونه، سیدعلی سرنگونه» سر دادند.[۱۲۴]
- دانشگاه ارشاد دماوند: جمعی از دانشجویان مؤسسه آموزش عالی ارشاد دماوند با برگزاری تجمع اعتراضی، شعار «هر یه نفر کشته شه، هزار نفر پشتشه» سر دادند.[۱۲۵]
- سایر دانشگاه‌ها: جمعی از دانشجویان دانشگاه‌های علوم اجتماعی دانشگاه علامه طباطبایی، علم و فرهنگ، دانشکده ریاضی دانشگاه بهشتی، دانشگاه علوم پزشکی کردستان، دانشکده فنی و علوم اجتماعی دانشگاه تهران، نوشیروانی بابل، تجمع‌های اعتراضی برگزار کردند.[۱۲۶][۱۲۷] برخی از دانشجویان این دانشگاه‌ها نیز اقدام به تحصن کردند.[۱۲۸][۱۲۹]

## ۱۸ آبان
- دانشگاه علوم پزشکی کرمان: پس از برگزاری تجمعات اعتراضی در خیابان‌های اطراف خوابگاه فجر دانشجویان علوم پزشکی کرمان و تیراندازی و پرتاب گار اشک‌آور به کوچه این خوابگاه، چند دانشجو که در حال بازگشت از باشگاه ورزشی بودند زخمی شدند. گزارش شده که شیشه‌های ورودی خوابگاه خرد شده و خودرو چند تن از دانشجویان هم خسارت دیده‌است.[۱۳۰]
- دانشگاه علم و فرهنگ: شماری از دانشجویان دانشگاه علم و فرهنگ تهران تجمع اعتراضی برگزار کردند و در آن شعارهایی مانند «نه نون داریم نه خونه، حجاب شده بهونه» و «هم‌وطنت تیر بخوره، به غیرتت بر بخوره» سر دادند.[۱۳۱]
- دانشگاه تهران: شماری از دانشجویان دانشکده هنرهای زیبای دانشگاه تهران بار دیگر تحصن کردند. این دانشجویان پلاکاردهایی را در دست داشتند که به اعترضات زاهدان و خاش اشاره داشت و خواهان آزادی دانشجویان زندانی شده بودند.[۱۳۲] در این روز همچنین شماری از دانشجویان دانشکده هنرهای زیبا در اعتراض به تفکیک جنسیتی سلف، بر روی یک سفر مشترک و بلند در حیاط دانشکده غذا خوردند.[۱۳۳]
- دانشگاه هنر تبریز: تعدادی از دانشجویان دانشگاه هنر تبریز، اثری را به یاد خدانور لجعی که گفته می‌شود در جریان «جمعه خونین» زاهدان کشته شد اجرا کردند.[۱۳۴][۱۳۵] در این برنامه اعتراضی شعارهایی از جمله «از زاهدان تا تبریز، صبر ما گشته لب‌ریز»، «قسم به خون یاران، ایستاده‌ایم تا پایان»، «خواهرم خواهرم، کاوهٔ آهنگرم»، «نگید آخر کاره، آبان ادامه داره»، «آبان ماه تابان، دیکتاتوری به پایان» و «نخبه‌هامونو کشتن، آخوند به‌جاش گذاشتن» سر داده شد.[۱۳۶][۱۳۷][۱۳۸]
- دانشگاه علامه: معاون دانشجویی دانشگاه علامه طباطبایی اعلام کرد «در حال حاضر به حدود ۱۳۰ نفر از دانشجویان از طریق تماس یا پیامک اعلام شده که ممنوع الورود هستند.»[۱۳۹]

بیش از ۳۳۰ پزشک با انتشار یک نامه سرگشاده، خواستار آزادی دانشجویان پزشکی، پزشکان و کادر درمان بازداشت‌شده در هفته‌های اخیر شدند.

## ۱۹ آبان
- دانشگاه فردوسی مشهد: در جریان نشست دانشجویی سخنگوی دولت با دانشجویان در دانشگاه فردوسی مشهد، علی بهادری جهرمی با سوالات انتقادی و مواجه تند شماری از دانشجویان روبرو شد. این برنامه در حالی در سالن اجتماعات دانشگاه فردوسی برگزار شد که عده‌ای از دانشجویان به سالن راه نیافته بودند و پشت در شعار زن زندگی آزادی می‌دادند و جهرمی را دعوت به بیرون آمدن از سالن می‌کردند.[۱۴۲]
- دانشگاه بوعلی سینا: در یک حرکت اعتراضی، بر روی دیوارهای یکی از خوابگاه‌های دخترانه دانشگاه بوعلی سینا در همدان شعارهای اعتراضی با رنگ قرمز نوشته شد. «هر یه نفر کشته بشه، هزار نفر پشتشه» و «از خون جوانان گل لاله دمیده» از جمله این شعارها بودند.[۱۴۳]
- سایر دانشگاه‌ها: جمعی از دانشجویان در تهران، دانشگاه‌های پلی‌تکنیک، علم و فرهنگ، هنر، دانشگاه آزاد و در اصفهان دانشگاه هنر، همچنین دانشگاه علوم پزشکی بجنورد، دانشگاه آزاد دماوند، در تبریز، دانشگاه هنر و دانشکده صنعتی، دانشگاه هنر و معماری پارس، دانشگاه فردوسی مشهد با دادن شعارهای ضد حکومتی تجمعات اعتراضی برپا کردند.[۱۴۴][۱۴۵][۱۴۶][۱۴۷]

## ۲۱ آبان
- دانشجویان در دانشگاه بهشتی، دانشگاه علوم پزشکی هرمزگان، دانشجویان دانشگاه خوارزمی کرج در اعتراض به دستگیری و شکنجه دانشجویان توسط نیروهای امنیتی تحصن و تجمع‌های اعتراضی برپا کرده و خواستار آزادی دانشجویان زندانی شدند.[۱۴۸][۱۴۹] دانشجویان دانشگاه خوارزمی کرج شعار دادند «دانشجوها را کشتن به جاش آخوند گذاشتند»[۱۵۰]
- دانشگاه خواجه نصیر: شماری از دانشجویان دانشگاه صنعتی خواجه نصیر تهران در پردیس ونک در همبستگی با معترضان در کردستان و سیستان و بلوچستان تجمع اعتراضی برگزار کردند و شعار «آبان ماه تابان، دیکتاتوری به پایان» سر دادند.[۱۵۱]
- دانشگاه علم و فرهنگ: شماری از دانشجویان دانشگاه علم و فرهنگ تهران تجمع اعتراضی برگزار کردند. «نه روسری، نه توسری، آزادی و برابری» و «این آخرین پیامه، اعدام کنین قیامه» از شعارهای این تجمع بود.[۱۵۲][۱۵۳]

## ۲۲ آبان
- دانشگاه تهران:
  - جمعی از دانشجویان دانشکده فنی دانشگاه تهران در پردیس مرکزی این دانشگاه دست به تحصن زدند و در پلاکاردهای خود خواستار آزادی بهرام بوشهری‌زاده، دانشجوی بازداشتی مهندسی شیمی شدند.[۱۵۴][۱۵۵] نیروهای حراست در این تحصن پلاکاردها و شعارهای دانشجویان را پاره کردند و شماری از دانشجویان را مورد ضرب و شتم قرار دادند.[۱۵۶]
  - شماری از دانشجویان دانشکده علوم اجتماعی دانشگاه تهران تجمع اعتراضی برگزار کردند و شعارهایی مانند «دانشجو بیدار است، از ظلمتان بیزار است» و «دانشجو تعلیق بشه، دانشگاه تعطیل میشه» سر دادند.[۱۵۷]
- دانشگاه شهید بهشتی:
  - جمعی از دانشجویان دانشکده برق و کامپیوتر دانشگاه شهید بهشتی تهران در اعتراض به «زندانی کردن و تعلیق تحصیلی» دانشجویان دست به اعتراض زدند.[۱۵۸][۱۵۵]
  - جمعی از دانشجویان دانشکده ادبیات و علوم انسانی دانشگاه شهید بهشتی با تجمع در داخل راهرو دانشکده، شعارهای اعتراضی سردادند. یکی از دانشجویان به‌صورت نمادین شرایط بازداشت خدانور لجه‌ای را بازسازی کرده بود.[۱۵۹]
- دانشگاه علامه: جمعی از دانشجویان دانشگاه علامه طباطبایی تهران در پردیس مرکزی با برگزاری تجمع اعتراضی، سرودهای «سرود زن» و «به نام دختران» را همراه با کوبیدن پا بر روی زمین همخوانی کردند.[۱۶۰]
- دانشگاه سوره: در جریان تجمع اعتراضی جمعی از دانشجویان دانشگاه سوره، برخی دختران دانشجو خود موهایشان را بریدند و روی دیوارها شعار زن زندگی آزادی نوشتند.[۱۶۱][۱۵۵]
- دانشگاه آزاد ارومیه: جمعی از دانشجویان دانشگاه آزاد ارومیه تجمع اعتراضی برگزار کردند و شعار «آزادی» سر دادند. این تجمع، یا شعار علیه تفکیک جنسیتی بوفه دانشگاه ادامه پیدا کرد.[۱۶۲]
- سایر دانشگاه‌ها: دانشگاه آزاد تهران جنوب، دانشگاه هنر و معماری پارس، دانشکده ریاضی، آمار و علوم کامپیوتر دانشگاه تهران، دانشکده ادبیات دانشگاه بهشتی و دانشگاه هنر تبریز از جمله دانشگاه‌هایی بودند که در آن گزارش اعتراض دانشجویان بوده‌است.[۱۶۳][۱۶۴][۱۶۵]

## ۲۳ آبان
- دانشگاه شریف: جمعی از دانشجویان دانشگاه صنعتی شریف تهران مقابل دانشکده مهندسی شیمی و نفت و همچنین لابی دانشکده مهندسی کامپیوتر «در اعتراض به بازداشت و ممنوع‌الورودی دانشجوها و رفتارهای زننده و نامتعارف حراست» تحصن کردند.[۱۶۶][۱۶۷][۱۶۸]
- دانشگاه هنر تبریز: در دانشگاه هنر تبریز با هدف کنترل دانشجویان ممنوع‌الورود، تمامی درب‌های ورودی دانشگاه به جز یک در بسته شده و تعداد زیادی از مأموران حراست با کنترل دانشجویان و چک کردن با لیستی به آنها اجازه ورود داده یا از ورودشان ممانعت کردند.[۱۶۹][۱۷۰]
- دانشگاه علوم پزشکی قزوین: دانشجویان در اعتراض به بازداشت حسین رونقی، کنشگر مدنی و وبلاگ‌نویس ایرانی، در محوطه این دانشگاه تجمع کرده و نام «حسین رونقی» را فریاد زدند.[۱۷۱][۱۷۲][۱۷۳]
- دانشکده هنرهای زیبای دانشگاه تهران: دانشجویان به نشانه اعتراض به قتل، سرکوب و دستگیری معترضان توسط نیروهای امنیتی یک عروسک کشته‌شده در خیابان و یک عروسک اعدام شده را در همبستگی با معترضین به نمایش گذاشتند.[۱۷۱]
- دانشگاه امیرکبیر: «۲۳۰۰ تن از فارغ التحصیلان» دانشگاه صنعتی امیرکبیر تهران در نامه‌ای به ریاست این دانشگاه با انتقاد از «ایجاد فضای امنیتی» و درخواست رفع آن، هشدار دادند که در غیر آن، «همراه با خانواده‌های دانشجویان» به یاری آن‌ها خواهند شتافت.[۱۷۴]

## ۲۴ آبان
- دانشگاه تهران: دانشگاه تهران با ارسال پیامکی با لحن تهدید آمیز برای دانشجویان ساکن خوابگاه عمید که متعلق به استعدادهای درخشان است، اعلام کرد «در صورت حضور در هرگونه تجع غیرقانونی» باید این خوابگاه را ترک کنند.[۱۷۵]
- دانشگاه امیرکبیر: شماری از دانشجویان در دانشگاه صنعتی امیرکبیر تهران تجمع کرده و شعارهایی از جمله «امیرکبیر بیداره، آبان ادامه داره» سر دادند. این تجمع با دخالت و درگیری نیروهای حراست و لباس شخصی همراه بوده‌است. برخی گزارش‌ها از دستگیری شماری از دانشجویان خبر داده‌اند.[۱۷۶]
- دانشگاه نوشیروانی بابل: در پی تجمع اعتراضی جمعی از دانشجویان دانشگاه نوشیروانی بابل، نیروهای امنیتی در مقابل این دانشگاه مستقر شدند.[۱۷۷]
- دانشگاه صنعتی شریف: محمد ملانوری دانشجوی بازداشتی دکتری اقتصاد دانشگاه صنعتی شریف به قید وثیقه آزاد شد.[۱۷۸]
- دانشگاه علامه: یورونیوز در گزارشی اعلام کرد در پی تجمع در اطراف محیط خوابگاه دخترانه «سلامت» دانشگاه علامه طباطبایی در منطقه سعادت آباد، نیروهای امنیتی پس از شلیک گلوله، خرد کردن شیشه‌ها و پرتاب بمب صوتی، به داخل این خوابگاه دخترانه سنگ پرتاب کردند. در این وقایع دو دانشجو مصدوم شدند.[۱۷۹]
- دانشگاه رازی کرمانشاه: شماری از دانشجویان دانشگاه رازی کرمانشاه تجمع اعتراضی برگزار کردند و شعار «استقلال، آزادی، جمهوری ایرانی» سر دادند.[۱۸۰]
- سایر دانشگاه‌ها: طبق گزارش‌های منتشر شده، دانشگاه خواجه نصیر، دانشکده حقوق دانشگاه تهران، دانشگاه سوره، دانشگاه آزاد تهران غرب، دانشگاه علم وفرهنگ، دانشکده فنی انقلاب اسلامی یافت آباد، دانشگاه معماری و هنر پارس، دانشگاه شهید بهشتی، تربیت مدرس تهران، هنر تهران، دانشگاه کردستان، دانشگاه آزاد کرج، رازی کرمانشاه، خوراسگان اصفهان، فردوسی مشهد، آزاد نجف آباد، ریاضی و علوم پایه گیلان، ارومیه، یزد، آزاد تبریز، جندی شاپور، آمل، آزاد آبادان، آزاد رشت، نوشیروانی بابل، آزاد بیرجند و دانشکده فنی و حرفه‌ای دانشگاه تبریز، دانشکده تربیت بدنی دانشگاه تبریز، دانشکده علوم انسانی اصفهان، آزاد شیراز، دانشکده فنی دانشگاه شیراز، دانشکده فنی باهنر شیراز از جمله دانشگاه‌هایی هستند که در آن دانشجویان با دادن شعارهای ضد حکومتی تجمع‌های اعتراضی برگزار کردند. بیشتر شعارها در یادبود اعتراضات ضد حکومتی آبان ۹۸ بوده‌است.[۱۸۱][۱۸۲][۱۸۳][۱۸۴][۱۸۵][۱۸۶][۱۸۷][۱۸۸]

دانشجویان دانشکده محیط زیست دانشگاه تهران، عکس‌های کشته‌شدگان اعتراضات مردمی را در کلاس‌های درس و محوطه دانشگاه نصب کردند. همچنین دانشجویان دانشکده علوم اجتماعی دانشگاه تهران درب‌های اتاق بسیج دانشجویی و استادان حامی حکومت را با دست‌های خونین رنگین کردند.
دانشجویان دانشکده روان‌شناسی و علوم تربیتی دانشگاه تهران نیز مقابل «تریبون آزاد» عکس‌هایی از کشته‌شدگان و دستگیرشدگان اخیر را نصب کردند.

## ۲۵ آبان
- دانشگاه صنعتی شریف:
  - هیئت رئیسه دانشگاه صنعتی شریف در اطلاعیه‌ای، تجمع اعتراضی عصر ۲۴ آبان در این دانشگاه را «غیرقانونی» و «هنجارشکن» اعلام کرد. در این اطلاعیه بر «اعمال قاطعانه قانون، تسریع در بررسی همه تخلفات و توقف مراودات حمایتی قضایی برای خاطیان» تأکید شده بود.[۱۹۰]
  - بسیج دانشجوی دانشگاه شریف در بیانیه‌ای تجمع اعتراضی ۲۴ آبان دانشجویان این دانشگاه را «سه‌شنبه ابتذال» نامید و اعلام کرد «هیئت رئیسه دانشگاه در برخورد با اساتید و دانشجویان برهم زننده آرامش دانشگاه کفایت، صراحت و ثبات لازم را نداشت».[۱۹۱]
  - با اعلام دانشگاه صنعتی شریف، امتحانات پایان‌نیم‌سال این دانشگاه به مدت یک هفته به تعویق افتاد.[۱۹۲]
- دانشگاه تهران: شماری از دانشجویان خوابگاهی به‌صورت شبانه در کوی دانشگاه تهران تجمع کردند و شعارهای اعتراضی سر دادند. حضور معاون دانشجویی دانشگاه در این تجمع با واکنش و شعار دانشجویان روبرو شد.[۱۹۳]
- دانشگاه علامه طباطبایی: معاون دانشجویی دانشگاه علامه طباطبایی تهران از وارد شدن خسارت به خوابگاه دخترانه «سلامت» در منطقه سعادت‌آباد تهران و مصدومیت دو دانشجوی دختر و «صدمات سطحی» تعدادی از دانشجویان در پی تجمع شکل گرفته در «محیط پیرامونی» این خوابگاه در ۲۴ آبان خبر داد.[۱۹۴]
- دانشگاه علوم پزشکی تهران: دانشگاه علوم پزشکی تهران از راه‌اندازی «کمیته بحران‌های اجتماعی و سیاسی» در بیمارستان‌ها و دانشکده‌های این دانشگاه خبر داد.[۱۹۵]

## ۲۶ آبان
- دانشگاه شیراز: در جریان دستگیری خشونت‌بار یکی از دانشجویان، نیروهای یگان ویژه به صورت غیرقانونیو خشونت‌آمیز به کتابخانه خوارزمی در دانشگاه شیراز وارد شدند. شورای صنفی دانشجویان اعلام کرد نیروهای یگان ویژه «در پی جستجوی یکی از دانشجویان که به کتابخانه پناه آورده بود، به کتابخانه رفته و او را بازداشت کردند.»[۱۹۶]
- دانشگاه رازی کرمانشاه: شوراهای صنفی دانشجویان ایران اعلام کرد «تعداد کثیری» از دانشجویان دانشگاه رازی کرمانشاه «طی روزهای ۲۴ و ۲۵ آبان توسط نیروهای امنیتی بازداشت شده‌اند». طبق این گزارش، در جریان ورود به خوابگاه اشراقی در ۲۴ آبان «دانشجویان بازداشت شده را سوار خودروهای حراست کرده و پس از انتقال به جلوی دانشگاه، با بستن چشم دانشجویان، آن‌ها را سوار بر ون‌های سفید می‌کردند».[۱۹۷]
- دانشگاه نوشیروانی بابل: روزنامه شرق در گزارشی با عنوان «روزگار برزخی نوشیروانی» اعلام کرد «در یک روز بیش از ۳۰۰ تماس با خانواده دانشجویان دانشگاه نوشیروانی بابل گرفته شده و در تماس‌ها با دانشجویان و خانواده آنها گفته شده که در صورت مشاهده دانشجویان در تجمعات، از خوابگاه و دانشگاه اخراج خواهند شد»[۱۹۸]
- دانشگاه علامه: ملیکا قراگوزلو، دانشجوی زندانی دانشگاه علامه طباطبایی به بیمارستان روان‌پزشکی امین آباد در جنوب تهران منتقل شد. قراگوزلو، به دلیل انتشار تصاویر بدون روسری خود در اینستاگرام به ۳ سال و ۸ ماه زندان و محرومیت اجتماعی محکوم شده بود.[۱۹۹]
- دانشگاه‌های آبادان: گروهی از دانشجویان دانشگاه‌های آبادان در اعتراض به یورش به دانشگاه آزاد آبادان با انتشار بیانیه‌ای اعتصاب خود را اعلام کردند.[۲۰۰] اسامی برخی از بازداشت‌شدگان اعتراضات دانشگاه آزاد آبادان به شرح زیر است: علی دوسری دانشجوی مترجمی زبان، حامد امیری دانشجوی عمران، احمد صنعتی فولادی دانشجوی عمران، امیر حسین صالحی دانشجوی حقوق، رسول دریس جرف دانشجوی حقوق، حسین آلبوغبیش دانشجوی حقوق، امیر حسین صالحی دانشجوی حقوق، مائده عفراوی.[۲۰۰]

## ۲۷ آبان
- دانشگاه آزاد تبریز: مراسم خاک‌سپاری و تشییع پیکر آیلار حقی، دانشجوی جان‌باخته رشته پزشکی دانشگاه آزاد تبریز، با حضور جمعی از مردم در قبرستان وادی رحمت این شهر برگزار شد. این مراسم که با حضور گسترده نیروهای امنیتی بود، مردم معترض شعارهای تندی علیه جمهوری اسلامی سر دادند.[۲۰۱] در هنگام خاکسپاری نیروهای امنیتی تنها چند لحظه به مادر او اجازه دادند تا جنازه دخترش را در آغوش بگیرد. پس از پایان مراسم توسط جمعیت شرکت‌کننده شعارهایی چون «ما همه آیلار هستیم، بجنگ تا بجنگیم» و «امسال سال خونه، سید علی سرنگونه» سر داده شد که با سرکوب خشن نیروهای امنیتی مواجه شدند.[۲۰۲]
- دانشگاه شیراز: مدیرکل سیاسی و انتخابات استانداری فارس برای ورود غیرقانونی مأموران یگان ویژه به دانشگاه شیراز در ۲۶ آبان و «آسیب دیدن ساحت دانشگاه و جریحه دار شدن احساسات دانشگاهیان» عذرخواهی کرد.[۲۰۳]
- دانشگاه تهران: انجمن اسلامی دانشجویان دانشگاه تهران و علوم پزشکی تهران در اطلاعیه‌ای انتقادی از رفتارهای حراست، «استفاده از شوکر برای اجبار دانشجو به اعتراف یا تعهد» را محکوم کردند.[۲۰۴]

## ۲۸ آبان
- دانشگاه کردستان:

جمعی از دانشجویان دانشگاه کردستان در اعتراض به بازداشت و سرکوب دانشجویان تجمع اعتراضی برگزار کردند و شعار «آزادی، آزادی، آزادی» سر دادند. رحمت صادقی، رئیس دانشگاه کردستان از سمت خود استعفا داد و این استعفا مورد پذیرش وزیر علوم قرار گرفت.
- دانشگاه صنعتی اصفهان: شماری از دانشجویان دانشگاه صنعتی اصفهان با برگزاری تجمع اعتراضی، شعار «قسم به خون یاران، ایستاده‌ایم تا پایان» سر دادند.[۲۰۷]
- دانشگاه الزهرا: شماری از دانشجویان دانشگاه الزهرا در یک حرکت اعتراضی و نمادین، به یاد کشته شده‌های اعتراضات ایران درختی را آراسته به لاله‌های کاغذی کردندکه روی این لاله‌ها، یک شعار، یک اسم یا یک نماد از قربانیان نشان داده شده بود.[۲۰۸]
- دانشگاه هنر تهران: جمعی از دانشجویان دانشکده سینما دانشگاه هنر تهران در یک حرکت اعتراضی، با درست کردن قایق‌های کاغذی یاد کیان پیرفلک، کودک کشته شده ۱۰ ساله ایذه‌ای را گرامی داشتند.[۲۰۹]
- دانشگاه علم و فرهنگ: جمعی از دانشجویان دانشگاه علم و فرهنگ تهران در یک حرکت اعتراضی، با ساخت قایق‌های کاغذی رنگین‌کمانی در کنار لکه‌های سرخ رنگ به کشته شدن کیان پیرفلک اعتراض نمادین کردند.[۲۱۰]
- سایر دانشگاه‌ها: دانشکده علوم ریاضی و کامپیوتر و همچنین دانشکده اقتصاد دانشگاه خوارزمی، دانشکده علوم اجتماعی دانشگاه تهران، دانشجویان دانشکده صنایع دانشگاه امیرکبیر، دانشگاه تربیت مدرس، دانشگاه شهید بهشتی، جندی‌شاپور، خواجه نصیر، دانشگاه علوم پزشکی تبریز، دانشگاه شیراز، دانشگاه علوم پزشکی سنندج، دانشکده روان‌شناسی دانشگاه تهران، علوم و تحقیقات، آزاد تهران شمال، صنعتی اصفهان، صنعتی شریف، آزاد شهر قدس، دانشگاه نوشیروانی بابل و دانشگاه کرمانشاه از جمله دانشگاه‌هایی بودند که تجمع اعتراضی در آن برگزار شد.[۲۱۱][۲۱۲]

## ۲۹ آبان
- دانشگاه خلیج فارس بوشهر: دانشگاه خلیج فارس بوشهر در بیانیه‌ای به ورود چند «نیروی نظامی» به خوابگاه پسرانه «یادگار» این دانشگاه و دستگیری دو دانشجو اعتراض شدید کرد و ورود نیروهای نظامی به محیط دانشگاه را غیرقانونی خواند.[۲۱۳]
- دانشگاه امیرکبیر: جمعی از دانشجویان دانشگاه امیرکبیر در دانشکده مندسی انرژی و فیزیک با برگزاری تحصن، «سرود زن» را همخوانی کردند.[۲۱۴]
- دانشگاه علوم توانبخشی و سلامت اجتماعی: جمعی از دانشویان دانشگاه علوم توانبخشی و سلامت اجتماعی تهران در مقابل دفتر ریاست این دانشگاه تحصن برگزار کردند. شورای صنفی دانشجویان اعلام کرد این تحصن در اعتراض به بازداشت ۹ دانشجوی این دانشگاه و درخواست آزادی آنها بوده‌است.[۲۱۵]
- دانشگاه آزاد تهران شمال: جمعی از دانشجویان دانشکده فنی دانشگاه آزاد تهران شمال در داخل این دانشکده با برگزاری تجمع اعتراضی، شعار «زن، زندگی، آزادی» سر دادند.[۲۱۶]
- دانشگاه رازی کرمانشاه: بیش از یکصد نفر از استادان دانشگاه رازی کرمانشاه طی نامه سرگشاده‌ای به «ورود نیروهای امنیتی به محیط دانشگاه و بازداشت دانشجویان» اعتراض کردند و خواهان آزادی فوری دانشجویان دستگیر شده گردیدند.[۲۱۷]
- سایر دانشگاه‌ها: طبق گزارش شوراهای صنفی دانشجویان کشور، دانشکده ادبیات دانشگاه علامه طباطبایی، دانشگاه آزاد تهران واحد سوهانک، دانشکده فیزیک و مهندسی دانشگاه پلی‌تکنیک تهران، دانشگاه آزاد نجف‌آباد اصفهان و دانشکده هنر مازندران، دانشکده روان‌شناسی خوارزمی، دانشکده پزشکی دانشگاه علوم پزشکی کردستان، دانشکده فنی دانشگاه یزد، دانشگاه علم و صنعت، دانشکده آمار و تربیت بدنی دانشگاه علامه طباطبایی از جمله دانشگاه‌هایی بودند که در آن گزارش اعتراض دانشجویان بوده‌است.[۲۱۷]

## ۳۰ آبان
- دانشگاه تهران: دانشگاه تهران در اطلاعیه‌ای اعلام کرد اخبار منتشر شده از ورود یک فرد مسلح به خوابگاه دخترانه فاطمیه «کذب و شایعه» است و وضعیت خوابگاه‌ها به‌صورت عادی است.[۲۱۸]
- دانشگاه علامه: جمعی از دانشجویان دانشکده ادبیات فارسی و زبان‌های خارجه دانشگاه علامه طباطبایی در محوطه این دانشکده تحصن اعتراضی برگزار و سرود «خون ارغوان‌ها» را همخوانی کردند. تعدادی از دانشجویان نیز در یک حرکت اعتراضی و بدون تفکیک جنسیتی، بر روی زمین غذا خوردند.[۲۱۹]
- دانشگاه علوم پزشکی کردستان: دانشجویان دانشگاه علوم پزشکی سنندج به حمایت از مردم جوانرود و پیرانشهر برخاستند اما از جانب نیروهای امنیتی تحت شدیدترین سرکوب‌های مسلحانه قرار گرفتند.[۲۲۰][۲۲۱]
- دانشگاه خواجه نصیر: تعدادی از دانشجویان دانشکده مکانیک دانشگاه خواجه نصیر تهران در یک حرکت اعتراضی، پیش از بازی ایران و انگلیس در جام جهانی به شکل نمادین «تیم ملی مردمی» ساخته و اسامی کشته شدگان را اعترضات را بر روی آن نوشتند.[۲۲۲]
- دانشگاه علوم پزشکی همدان: جمعی از دانشجویان دانشکده دندانپزشکی دانشگاه علوم پزشکی همدان در محوطه این دانشکده تحصن کردند.[۲۲۳]
- آموزشکده فنی و حرفه‌ای سمیه نجف‌آباد: تعدادی از دانشجویان آموزشکده دخترانه فنی و حرفه‌ای سمیه نجف آباد در یک حرکت اعتراضی و نمادین، به یاد کیان پیرفلک، حوض این دانشکده را به رنگ خون درآوردند و در آن، قایق‌های کاغذی انداختند.[۲۲۴]
- دانشگاه هنر شیراز: در این دانشگاه نیز جمعی از دانشجویان تجمع‌های اعتراضی برپا کردند.[۲۲۰]